# Nerita fulgurans
Nerita fulgurans pertenece a la clase Gasterópoda de moluscos. Esta clase constituye la clase más extensa de moluscos. Presentan una cabeza, un pie musculoso ventral y una concha dorsal (no todos). Los gasterópodos incluyen organismos como los caracoles  (terrestres y marinos), las babosas y las liebres de mar, entre otros.

## Clasificación y descripción
N. fulgurans es un molusco que pertenece a la clase Gastropoda; orden Cycloneritimorpha familia Neritidae y al género Nerita descrito por Linneo en 1758. Tamaño de 10 a 25 mm, concha con manchas negras dispuestas irregularmente, con apariencia de franjas borrosas que alternan con blanco. La orientación consiste de numerosas costillas espirales. Abertura amplia con dientes prominentes; opérculo ligeramente colorido con un tinte gris amarillento. Es importante conocer las características de N. fulgurans porque suele confundirse con Nerita tessellata.

## Distribución
N. fulgurans se distribuye en el Atlántico oeste, desde las Bermudas y al sur de Florida pasando por Veracruz, México hasta y el norte de Brasil. Se han encontrado reportes de su distribución en las islas del mar Caribe. El hábitat en donde se puede localizar es en la zona intermareal y submareal, aguas salobres; principalmente costas rocosas.

## Ecología
Como casi todas las neritas, este organismo es herbívoro, alimentándose en sustrato rocoso de microalgas. Es depredado, entre otros, por gasterópodos carnívoros, pulpos, aves y peces. N. fulgurans utiliza combinaciones de ciertos comportamientos y químicos para evadir a depredadores de movimiento lento.  Es posible que cangrejos ermitaños utilicen sus conchas después de que el organismo haya muerto y abandonado esta.